# Hype trap
Hype trap, o Rage trap, es un género derivado del cloud rap, con influéncias de hyperpop. Los artistas precursores del estilo son Post Malone, Cardi B, Migos, DJ Khaled,  Travis Scott, Lil Nas X, 21 Savage, Doja Cat, G-Eazy, Megan Thee Stallion, DaBaby, Chloe, Young Thug, Saweetie y FUTURE.